# Monte Porzio Catone

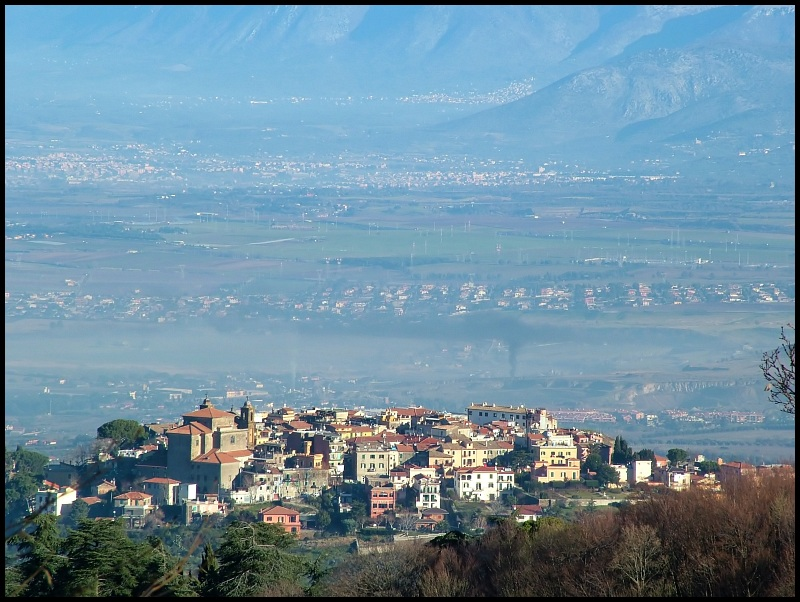
Monte Porzio Catone

Monte Porzio Catone ist eine italienische Gemeinde in der Metropolitanstadt Rom in der Region Latium mit 8582 Einwohnern (Stand 31. Dezember 2023). Sie liegt 30 Kilometer östlich von Rom.

## Geographie
Monte Porzio Catone liegt am Rande der Albaner Berge und ist Mitglied der Comunità Montana dei Castelli Romani e Prenestini. Mehrere der zwölf Villen im Gebiet der Castelli Romani befinden sich auf dem Gemeindegebiet.

## Geschichte
Die mittelalterliche Siedlung gehörte nacheinander der Kirche San Paolo fuori le Mura in Rom, dann den Annibaldi, seit 1581 den Altemps und schließlich seit 1613 den Borghese. Sitz der Ortsherren war die Villa Mondragone.

## Bevölkerungsentwicklung
| Jahr      | 1881 | 1901 | 1921 | 1936 | 1951 | 1971 | 1991 | 2001 |
| --------- | ---- | ---- | ---- | ---- | ---- | ---- | ---- | ---- |
| Einwohner | 1725 | 1981 | 2432 | 2911 | 3080 | 4041 | 7452 | 8221 |

Quelle: ISTAT

## Politik
Massimo Pulcini (Lista Civica: Viviamo Monte Porzio) wurde am 26. Mai 2019 zum Bürgermeister gewählt.

## Sehenswürdigkeiten
- Die ehemalige Ortsherrschaft der Familie Borghese repräsentiert der breite, aber wenig tiefe Palazzo Borghese mit einem ansehnlichen Rundbogenportal, in dem Drachen und Adler auf das Borghese-Wappen anspielen.
- Die Pfarrkirche San Gregorio Magno besitzt eine hohe Fassade und einen prächtigen hochbarocken Innenraum in Form eines griechischen Kreuzes mit Querhaus, in dem zwei große Altargemälde zu sehen sind. Vor der Apsis erhebt sich eine hohe hölzerne Predigtkanzel. In einem ansehnlichen Altarprospekt an der Apsisrückwand hängt ein Gemälde mit dem heiligen Papst Gregor dem Großen.
- Am Ortsrand befindet sich der Eremo di Camaldoli, ein Konvent der Kamaldulensermönche mit Vorgebäuden, Kirche und dreizehn einzelnen Mönchshäusern mit Gärten.

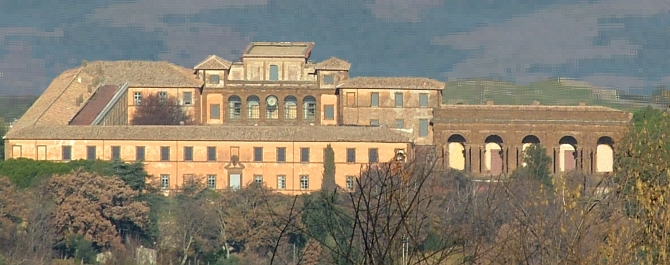
Villa Mondragone

- Villa Mondragone1567 erwarb Kardinal Marco Sittico Altemps (Markus Sittikus von Hohenems) von Kardinal Ranuccio Farnese die Villa Angelina, ein von den Ausmaßen her eher bescheidenes Gebäude, die später in Villa Tusculana umbenannt, und schließlich, nach dem Bau der Villa Mondragone, nur noch alte Villa (villa Vecchia) genannt wurde. Heute ist die Villa Vecchia ein Hotel.
- Die weitläufige Villa Mondragone ließ Kardinal Altemps auf den Ruinen der villa dei Quintili aus dem Jahr 151 n. Chr. erbauen. 1613 erwarb Scipione Borghese, ein Neffe von Papst Paul V., die beiden Villen und den dazugehörigen Besitz. Die Villa Mondragone gehört heute der Universität von Rom.

## Söhne und Töchter der Stadt
- Sandro Donati (* 1947), Sportwissenschaftler